# Fairview (Pensilvania)
Fairview es un borough ubicado en el condado de Butler en el estado estadounidense de Pensilvania. En el año 2000 tenía una población de 220 habitantes y una densidad poblacional de 607 personas por km².

## Geografía
Fairview se encuentra ubicado en las coordenadas 41°0′55″N 79°44′36″O / 41.01528, -79.74333.

## Demografía
Según la Oficina del Censo en 2000 los ingresos medios por hogar en la localidad eran de $48,125 y los ingresos medios por familia eran $50,000. Los hombres tenían unos ingresos medios de $39,688 frente a los $20,625 para las mujeres. La renta per cápita para la localidad era de $17,997. Alrededor del 8.6% de la población estaba por debajo del umbral de pobreza.